# Lukavica (Banská Bystrica)
|  | No s'ha de confondre amb Lukavica (Prešov). |

Lukavica és un poble i municipi d'Eslovàquia que es troba a la regió de Banská Bystrica.

## Història
La primera menció escrita de la vila es remunta al 1389.

## Demografia
| Godina             | 1994 | 2004   | 2014    | 2024    |
| ------------------ | ---- | ------ | ------- | ------- |
| Nombre de persones | 153  | 143    | 165     | 287     |
| Diferència         |      | −6,53% | +15,38% | +73,93% |

| Godina             | 2023 | 2024   |
| ------------------ | ---- | ------ |
| Nombre de persones | 284  | 287    |
| Diferència         |      | +1,05% |